# جيف كلارك
جيف كلارك (بالإنجليزية: Jeff Clarke)‏ (18 يناير 1954 المملكة المتحدة - ) هو لاعب كرة قدم بريطاني يلعب كمدافع.